# Mino Doletti
Mino Doletti (Verona, 1906 – Roma, 16 maggio 1987) è stato un giornalista, critico cinematografico e sceneggiatore italiano.

## Biografia
Nato a Verona nel 1906 si laurea nella sua città in giurisprudenza, inizia subito dopo la sua attività di giornalista occupandosi soprattutto di cronache dello spettacolo e di critica cinematografica sul Il Resto del Carlino, sino al 1938 quando fonda nella capitale il settimanale Film destinato alle attualità del cinema e del suo mondo, con interviste, critiche e servizi fotografici, divenendo in breve tempo una delle riviste più diffuse.
Sempre nel 1938 inizia a collaborare alle sceneggiature di alcuni film tra cui Orgoglio, Follie del secolo, Martin Toccaferro.
Nel 1943 decide di scegliere la Repubblica di Salò spostando a Verona la direzione della rivista, la quale diventa la pubblicazione ufficiale del cinema prodotto al nord. Questo gli costerà nel 1945 l'emarginazione, dopo essere stato collocato nella lista di proscrizione per quelli che avevano aderito al fascismo sino a seguirne le sorti nella RSI.
Alla fine del 1945 fonda il periodico Film d'oggi e negli anni '60 diviene critico televisivo del quotidiano romano Il Tempo diretto da Renato Angiolillo, attività che manterrà sino a pochi mesi dalla sua morte.

## Sceneggiature
- Orgoglio, regia di Marco Elter (1938)
- Follie del secolo, regia di Amleto Palermi (1939)
- Senza cielo, regia di Alfredo Guarini (1940)
- I pirati della Malesia, regia di Enrico Guazzoni (1941)
- I due Foscari, regia di Enrico Fulchignoni (1942)
- La prigione, regia di Ferruccio Cerio (1942)
- Rosalba, regia di Max Calandri, Ferruccio Cerio (1945)
- Martin Toccaferro, regia di Leonardo De Mitri (1952)
- Non vogliamo morire, regia di Oreste Palella (1953)

## Programmi radiofonici RAI
- Occhio magico, settimanale a cura di Mino Doletti, orchestra di Riz Ortolani, cantano Katina Ranieri e Corrado Lojacono, presenta Nunzio Filogamo, 1955
- Poltronissima, controsettimanale dello spettacolo a cura di Mino Doletti (1974)